# 조택원
조택원(趙澤元, 일본식 이름: 福川元후쿠카와 하루, 1907년 ~ 1976년 6월)은 대한민국의 무용가이다.

## 생애
함경남도 함흥부의 명망가에서 태어났다. 경성부에 유학하여 휘문고등보통학교와 보성전문학교 법과를 졸업했다. 16세에 토월회 무대에서 춤을 선보여 호평을 받았고, 학교를 졸업한 뒤에는 조선상업은행에서 스포츠 선수로 뛰었을 만큼 운동 신경이 뛰어났다.
1926년에 일본의 근대 무용가인 이시이 바쿠의 신무용 공연을 보고 일본 유학을 결심하게 되었다. 도쿄로 건너가 서양 춤을 배운 뒤 1930년대에는 프랑스에서 유학했다.  이렇게 신무용으로 일가를 이루어 일제강점기 동안 한국 신무용의 창시자 최승희와는 양대 산맥으로 불릴 정도로 유명해졌다. 한국에 무용극이라는 개념을 처음 도입한 인물이기도 하다.
일제 강점기 말기의 전쟁 시국에서 대일본무용협회의 현대무용부 이사를 지내며 친일 색채가 포함된 무용인 〈부여회상〉등을 안무한 일이 있다. 2008년 발표된 민족문제연구소의 친일인명사전 수록예정자 명단 음악/무용 부문에 포함되었다. 무용 분야에서 이 명단에 포함된 사람은 조택원과 최승희 두 명이다. 2009년 친일반민족행위진상규명위원회가 발표한 친일반민족행위 705인 명단에도 포함되었다.
일제 패망 이후 미국에서 현대 무용가 루스 세인트데니스의 후원으로 순회 공연을 가졌다. 유럽과 미국에서 500여 회의 공연을 한 것으로 알려졌다. 1974년에 문화훈장을 제1호로 수상했다. 조택원 사망 30주년을 앞둔 2006년에는 조택원의 춤 인생을 조명하는 화보집 《춤의 선구자 조택원》이 출간되었다.
한편 소설가 김평윤이 2006년에 출간한 《평화와 건반》에는 네 명의 여성과 사귀었던 조택원의 사생활이 등장한다. 풍운아 기질이 강했던 조택원은 대한변호사협회 초대 회장을 지낸 법조인 최진의 딸과 결혼했다가 유명한 영화배우 김소영과 재혼했으며, 김소영과 이혼한 뒤에는 일본 무용수 오자와 준코와 사랑에 빠졌다. 1960년대에 귀국하여 여생을 대한민국에서 보내는 동안에는 무용인 김문숙과 세 번째로 결혼했다

## 같이 보기
- 김소영

## 참고자료
- 최민우 (2006년 12월 22일). “`남자 최승희` 조택원을 아시나요”. 중앙일보. 2008년 5월 16일에 확인함.[깨진 링크(과거 내용 찾기)]
- 김기 (2006년 12월 25일). “대한민국문화훈장 1호 조택원의 삶 다시 만나다 - 한국 신무용의 선구자 조택원 30주기 기념 화보집 발간”. 오마이뉴스. 2008년 5월 16일에 확인함.[깨진 링크(과거 내용 찾기)]